# Diplocaulobium masonii
Diplocaulobium masonii là một loài thực vật có hoa trong họ Lan. Loài này được (Rupp) Dockrill mô tả khoa học đầu tiên năm 1965.